# Bhera
Bhera – miasto w Pakistanie, w prowincji Pendżab. W 2017 roku liczyło 40 453 mieszkańców.